# Strzelce (powiat grudziądzki)
Strzelce – zniesiona wieś w Polsce, w województwie kujawsko-pomorskim, w powiecie grudziądzkim, w gminie Łasin. We wsi znajduje się kościół. Przez wieś przechodzi droga krajowa nr 16.
W latach 1975–1998 miejscowość administracyjnie należała do województwa toruńskiego.